# Fußballauswahl der Weihnachtsinsel
Die Fußballauswahl der Weihnachtsinsel ist die Auswahl der Weihnachtsinsel, eine zu Australien gehörende Insel im Indischen Ozean. Die Mannschaft ist weder Mitglied der FIFA, noch irgendeines Kontinentalverbandes und kann deshalb weder an Qualifikationsspielen zu einer Weltmeisterschaft, noch zu einer Kontinentalmeisterschaft teilnehmen.
Bisher bestritt die Auswahl 10 Länderspiele, alle gegen die Fußballauswahl der Kokosinseln. Das letzte Spiel datiert vom 26. Juni 2005, als man die Kokosinseln mit 2:0 besiegte.

## Bis jetzt bestrittene Länderspiele
| Spieldatum       | Spielort        |                 | Gegner      | Ergebnis |
| ---------------- | --------------- | --------------- | ----------- | -------- |
| 1. Juni 1994     | Weihnachtsinsel | Weihnachtsinsel | Kokosinseln | 4:1      |
| 4. Juni 1994     | Weihnachtsinsel | Weihnachtsinsel | Kokosinseln | 0:4      |
| Januar 1997      | Kokosinseln     | Weihnachtsinsel | Kokosinseln | 10:3     |
| Januar 1997      | Kokosinseln     | Weihnachtsinsel | Kokosinseln | 3:0      |
| Januar 1999      | Weihnachtsinsel | Weihnachtsinsel | Kokosinseln | 4:0      |
| Januar 1999      | Weihnachtsinsel | Weihnachtsinsel | Kokosinseln | 3:1      |
| 27. Februar 2004 | Kokosinseln     | Weihnachtsinsel | Kokosinseln | 3:1      |
| 1. März 2004     | Kokosinseln     | Weihnachtsinsel | Kokosinseln | 0:1      |
| 24. Juni 2005    | Weihnachtsinsel | Weihnachtsinsel | Kokosinseln | 0:1      |
| 26. Juni 2005    | Weihnachtsinsel | Weihnachtsinsel | Kokosinseln | 2:0      |